# ジュゼッペ・アルドロヴァンディーニ
ジュゼッペ・アントニオ・ヴィンチェンツォ・アルドロヴァンディーニ（Giuseppe Antonio Vincenzo Aldrovandini, 1671年6月8日 - 1708年2月9日）は、イタリアの作曲家。

## 生涯
ボローニャ出身。ジャコモ・アントニオ・ペルティに作曲と対位法を学び、1691年に最初の作品であるオラトリオ『天国の戦争』を作曲した。1695年にアカデミア・フィラルモニカ・ディ・ボローニャに入会し、1701年には会長に選ばれた。1702年にマントヴァ公の名誉宮廷作曲家の称号を得、フェラーラのアカデミア・デル・サント・スピリトの楽長に就任した。また音楽に造詣の深かったトスカーナ大公子フェルディナンド・デ・メディチの歌唱の師だったと推測されている。
1707年、ヴェネツィアに赴く途中、ボローニャの運河で溺死した。

## 作品
後期ボローニャ楽派の作曲家の一人で、作品には14のオペラの他、オラトリオ、カンタータ、協奏曲、ソナタなどがある。

## 文献
- Luigi Ferdinando Tagliavini: ALDROVANDINI (inesatto Aldovrandini), Giuseppe Antonio Vincenzo, In: Dizionario Biografico degli Italiani volume 2 (en ligne chez Treccani.it)